# V434 Андромеды
V434 Андромеды (лат. V434 Andromedae) — одиночная переменная звезда в созвездии Андромеды на расстоянии (вычисленном из значения параллакса) приблизительно 3998 световых лет (около 1226 парсеков) от Солнца. Видимая звёздная величина звезды — от +14,1m до +13,1m.

## Характеристики
V434 Андромеды — красная пульсирующая медленная неправильная переменная звезда (LB) спектрального класса M. Эффективная температура — около 3296 K.